# Villa Charles-Bénard
La villa Charles-Bénard est une voie située dans le 12e arrondissement de Paris, en France.

## Origine du nom

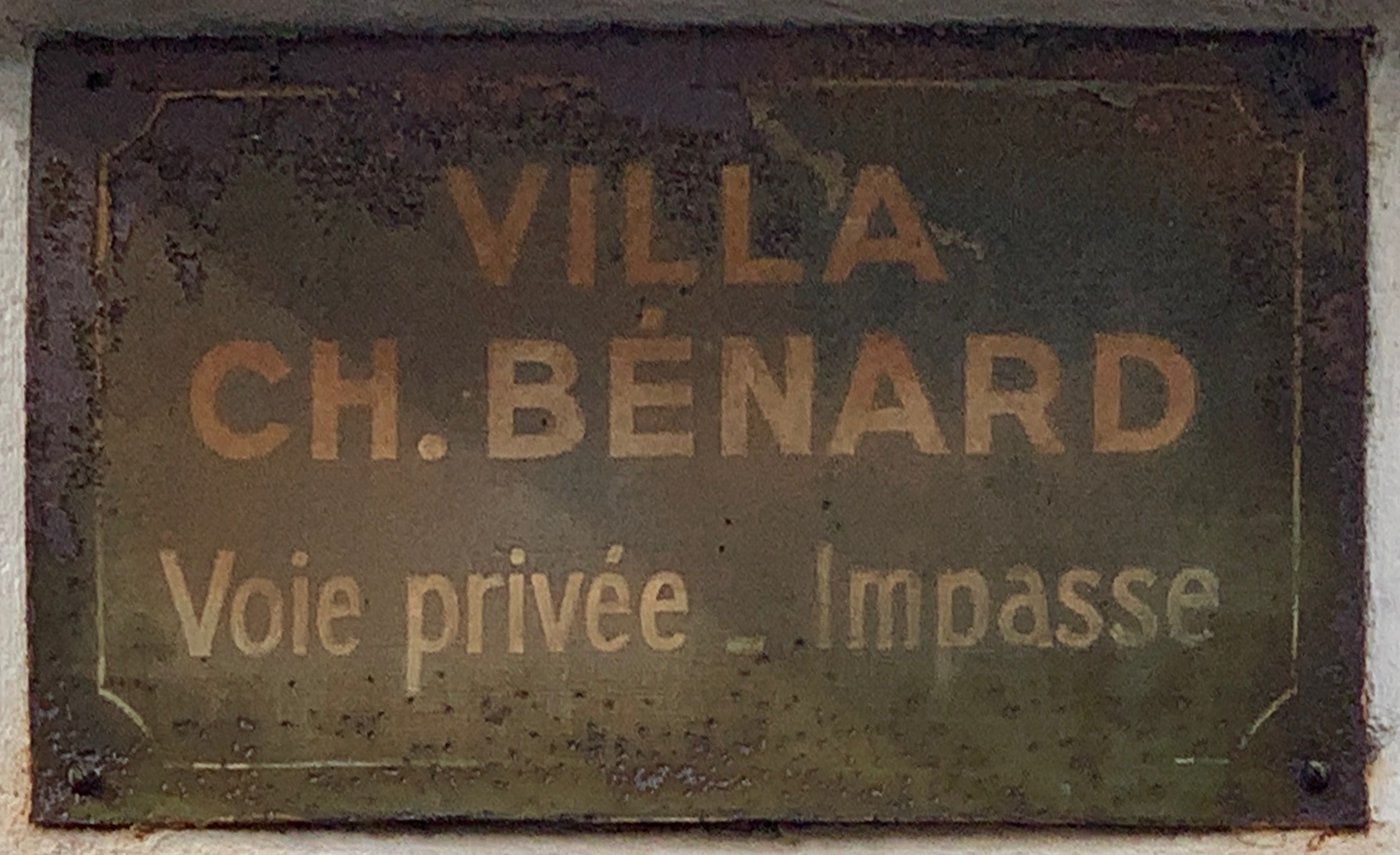
Plaque de la voie.

Elle porte le nom du philosophe Charles Bénard (1807-1898).